# EHF Champions League 2008-2009 (pallamano maschile)
La EHF Champions League 2008 - 2009 è stata la 49ª edizione del massimo torneo europeo per club di pallamano, la 16ª con l'attuale denominazione.

## Formula
- Turno di qualificazione: è stato disputato da 16 squadre che, dopo sorteggio, si affrontano in gare di andata e ritorno; chi vince passa alla fase a gironi.
- Fase a gironi: sono stati disputati otto gironi da quattro squadre con gare di andata e ritorno. Le prime due di ogni girone si sono qualificate al main round.
- Main Round: le sedici squadre qualificate dalla fase precedente hanno disputato ulteriori quattro gironi da quattro squadre con partite di andata e ritorno. Le prime due classificate passano alla fase ad eliminazione diretta.
- Fase ad eliminazione diretta: le otto squadre qualificate dal turno precedente si scontrano in gare di andata e ritorno per stabilire le quattro qualificate alla Final Four.
- Final Four: per la prima volta è stata disputata la Final Four del torneo con la formula dell'eliminazione diretta con gara singola.

## Qualificazioni
| Squadra 1       | Totale | Squadra 2          | Andata | Ritorno |
| --------------- | ------ | ------------------ | ------ | ------- |
| Granitas Kaunas | 59-59  | Meshkov Brest      | 27-27  | 32-32   |
| Doukas          | 54-49  | Põlva Serviti      | 35-23  | 19-26   |
| Izmir           | 60-67  | Metalurg           | 29-33  | 31-34   |
| Stella Rossa    | 51-48  | Casarano           | 26-21  | 25-27   |
| Costanta        | 74-46  | Sasja Hoboken      | 38-25  | 36-31   |
| Chypre College  | 60-65  | Haukar             | 30-31  | 30-34   |
| Benfica         | 66-69  | Bregenz            | 38-34  | 28-35   |
| Dudelange       | 31-87  | Rhein-Neckar Löwen | 16-41  | 15-46   |

## Fase a gironi

### Girone A

#### Classifica
|  | Pos. | Squadra         | Pt | G | V | N | P | GF  | GS  | DR  |
|  | ---- | --------------- | -- | - | - | - | - | --- | --- | --- |
|  | 1.   | Chambéry        | 10 | 6 | 5 | 0 | 1 | 200 | 155 | +45 |
|  | 2.   | RK Celje        | 8  | 6 | 4 | 0 | 2 | 202 | 166 | 36  |
|  | 3.   | Hammaraby       | 6  | 6 | 3 | 0 | 3 | 158 | 176 | -18 |
|  | 4.   | Granitas Kaunas | 0  | 6 | 0 | 0 | 6 | 156 | 219 | -63 |

### Girone B

#### Classifica
|  | Pos. | Squadra           | Pt | G | V | N | P | GF  | GS  | DR  |
|  | ---- | ----------------- | -- | - | - | - | - | --- | --- | --- |
|  | 1.   | BM Ciudad Real    | 12 | 6 | 6 | 0 | 0 | 228 | 135 | +93 |
|  | 2.   | GOG Håndbold      | 6  | 6 | 3 | 0 | 3 | 176 | 173 | +3  |
|  | 3.   | RK Bosna Sarajevo | 5  | 6 | 2 | 1 | 3 | 157 | 172 | -15 |
|  | 4.   | Doukas            | 1  | 6 | 0 | 1 | 5 | 126 | 207 | -81 |

### Girone C

#### Classifica
|  | Pos. | Squadra    | Pt | G | V | N | P | GF  | GS  | DR  |
|  | ---- | ---------- | -- | - | - | - | - | --- | --- | --- |
|  | 1.   | THW Kiel   | 12 | 6 | 6 | 0 | 0 | 210 | 164 | +46 |
|  | 2.   | Barcellona | 8  | 6 | 4 | 0 | 2 | 179 | 156 | +23 |
|  | 3.   | Metalurg   | 4  | 6 | 2 | 0 | 4 | 157 | 172 | -15 |
|  | 4.   | Drammen HK | 0  | 6 | 0 | 0 | 6 | 154 | 208 | -54 |

### Girone D

#### Classifica
|  | Pos. | Squadra          | Pt | G | V | N | P | GF  | GS  | DR  |
|  | ---- | ---------------- | -- | - | - | - | - | --- | --- | --- |
|  | 1.   | HSV Amburgo      | 12 | 6 | 6 | 0 | 0 | 204 | 153 | +51 |
|  | 2.   | FCK Håndbold     | 8  | 6 | 4 | 0 | 2 | 196 | 171 | +25 |
|  | 3.   | HT Tatran Prešov | 4  | 6 | 2 | 0 | 4 | 165 | 183 | -18 |
|  | 4.   | Crvena zvezda    | 0  | 6 | 0 | 0 | 6 | 146 | 204 | -58 |

### Girone E

#### Classifica
|  | Pos. | Squadra              | Pt | G | V | N | P | GF  | GS  | DR  |
|  | ---- | -------------------- | -- | - | - | - | - | --- | --- | --- |
|  | 1.   | Chekhovskye Medvedi  | 8  | 6 | 4 | 0 | 2 | 191 | 172 | +19 |
|  | 2.   | Portland San Antonio | 8  | 6 | 4 | 0 | 2 | 186 | 179 | +7  |
|  | 3.   | Steaua Bucarest      | 6  | 6 | 3 | 0 | 3 | 171 | 182 | -11 |
|  | 4.   | RK Koper             | 2  | 6 | 1 | 0 | 5 | 173 | 188 | -15 |

### Girone F

#### Classifica
|  | Pos. | Squadra                | Pt | G | V | N | P | GF  | GS  | DR  |
|  | ---- | ---------------------- | -- | - | - | - | - | --- | --- | --- |
|  | 1.   | SG Flensburg-Handewitt | 10 | 6 | 5 | 0 | 1 | 195 | 158 | +37 |
|  | 2.   | KC Veszprém            | 8  | 6 | 4 | 0 | 2 | 183 | 159 | +24 |
|  | 3.   | Haukar                 | 4  | 6 | 2 | 0 | 4 | 147 | 181 | -34 |
|  | 4.   | Motor                  | 2  | 6 | 1 | 0 | 5 | 144 | 171 | -27 |

### Girone G

#### Classifica
|  | Pos. | Squadra         | Pt | G | V | N | P | GF  | GS  | DR  |
|  | ---- | --------------- | -- | - | - | - | - | --- | --- | --- |
|  | 1.   | CB Ademar León  | 9  | 6 | 4 | 1 | 1 | 198 | 177 | +21 |
|  | 2.   | Montpellier     | 9  | 6 | 4 | 1 | 1 | 196 | 176 | +20 |
|  | 3.   | Amicitia Zurich | 5  | 6 | 2 | 1 | 3 | 185 | 185 | +0  |
|  | 4.   | Bregenz         | 1  | 6 | 0 | 1 | 5 | 170 | 211 | -41 |

### Girone H

#### Classifica
|  | Pos. | Squadra            | Pt | G | V | N | P | GF  | GS  | DR  |
|  | ---- | ------------------ | -- | - | - | - | - | --- | --- | --- |
|  | 1.   | Rhein-Neckar Löwen | 10 | 6 | 4 | 2 | 0 | 198 | 160 | +38 |
|  | 2.   | RK Zagreb          | 10 | 6 | 4 | 2 | 0 | 186 | 156 | +30 |
|  | 3.   | SC Pick Szeged     | 4  | 6 | 2 | 0 | 4 | 159 | 161 | -2  |
|  | 4.   | Wisła Płock        | 0  | 6 | 0 | 0 | 6 | 122 | 188 | -66 |

## Main Round

### Girone 1

#### Classifica
|  | Pos. | Squadra              | Pt | G | V | N | P | GF  | GS  | DR  |
|  | ---- | -------------------- | -- | - | - | - | - | --- | --- | --- |
|  | 1.   | HSV Amburgo          | 10 | 6 | 5 | 0 | 1 | 185 | 169 | +16 |
|  | 2.   | Chekhovskye Medvedi  | 6  | 6 | 3 | 0 | 3 | 196 | 190 | +6  |
|  | 3.   | Portland San Antonio | 6  | 6 | 3 | 0 | 3 | 174 | 174 | +0  |
|  | 4.   | FCK Håndbold (-2)    | 0  | 6 | 1 | 0 | 5 | 180 | 202 | -22 |

### Girone 2

#### Classifica
|  | Pos. | Squadra            | Pt | G | V | N | P | GF  | GS  | DR  |
|  | ---- | ------------------ | -- | - | - | - | - | --- | --- | --- |
|  | 1.   | Rhein-Neckar Löwen | 8  | 6 | 3 | 2 | 1 | 188 | 164 | +24 |
|  | 2.   | RK Zagreb          | 8  | 6 | 3 | 2 | 1 | 176 | 158 | +18 |
|  | 3.   | Chambéry           | 8  | 6 | 3 | 2 | 1 | 177 | 178 | -1  |
|  | 4.   | RK Celje           | 0  | 6 | 0 | 0 | 6 | 149 | 190 | -51 |

### Girone 3

#### Classifica
|  | Pos. | Squadra                | Pt | G | V | N | P | GF  | GS  | DR |
|  | ---- | ---------------------- | -- | - | - | - | - | --- | --- | -- |
|  | 1.   | KC Veszprém            | 8  | 6 | 4 | 0 | 2 | 170 | 163 | +7 |
|  | 2.   | SG Flensburg-Handewitt | 6  | 6 | 3 | 0 | 3 | 170 | 172 | -2 |
|  | 3.   | CB Ademar León         | 5  | 6 | 2 | 1 | 3 | 177 | 178 | -1 |
|  | 4.   | Montpellier            | 5  | 6 | 2 | 1 | 3 | 154 | 158 | -4 |

### Girone 4

#### Classifica
|  | Pos. | Squadra        | Pt | G | V | N | P | GF  | GS  | DR  |
|  | ---- | -------------- | -- | - | - | - | - | --- | --- | --- |
|  | 1.   | THW Kiel       | 10 | 6 | 5 | 0 | 1 | 210 | 174 | +36 |
|  | 2.   | BM Ciudad Real | 10 | 6 | 5 | 0 | 1 | 195 | 173 | +22 |
|  | 3.   | Barcellona     | 4  | 6 | 2 | 0 | 4 | 181 | 183 | -2  |
|  | 4.   | GOG Håndbold   | 0  | 6 | 0 | 0 | 6 | 166 | 222 | -56 |

## Fase ad eliminazione

### Quarti di finale
| Squadra 1           | Totale  | Squadra 2          | Andata  | Ritorno |
| ------------------- | ------- | ------------------ | ------- | ------- |
| Zagabria            | 55 - 59 | Kiel               | 28 - 28 | 27 - 31 |
| Ciudad Real         | 58 - 56 | Veszprém           | 29 - 24 | 29 - 32 |
| Čechovskie Medvevi  | 61 - 67 | Rhein-Neckar Löwen | 33 - 31 | 28 - 36 |
| Flensburg-Handewitt | 56 - 57 | Amburgo            | 25 - 28 | 31 - 29 |

### Semifinali
| Squadra 1          | Totale  | Squadra 2 | Andata  | Ritorno |
| ------------------ | ------- | --------- | ------- | ------- |
| Rhein-Neckar Löwen | 54 - 67 | Kiel      | 23 - 37 | 31 - 30 |
| Ciudad Real        | 63 - 60 | Amburgo   | 30 - 29 | 33 - 31 |

### Finale
| Squadra 1 | Totale  | Squadra 2   | Andata  | Ritorno |
| --------- | ------- | ----------- | ------- | ------- |
| Kiel      | 66 - 67 | Ciudad Real | 39 - 34 | 27 - 33 |